# 透かし

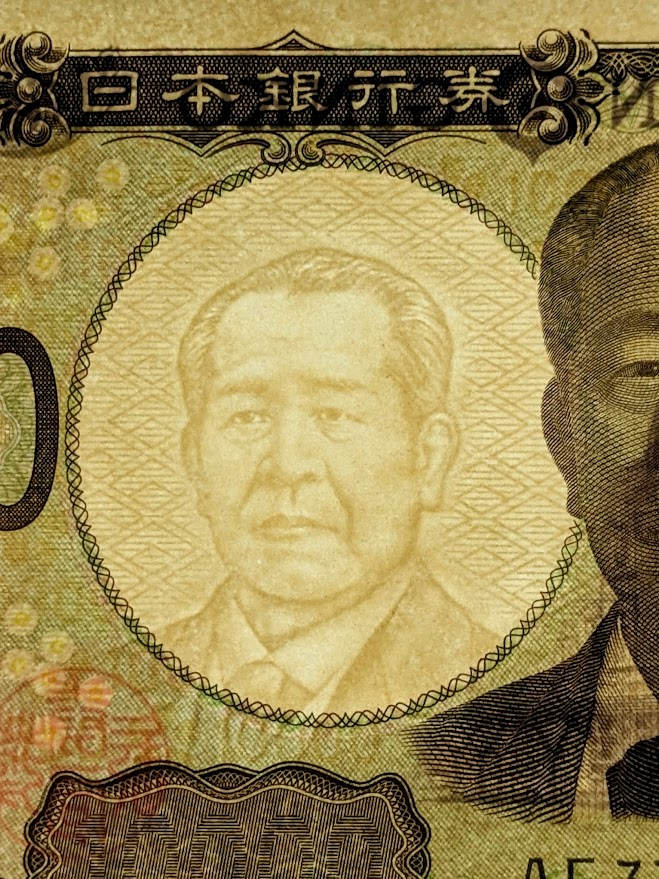
F一万円券における白黒透かしの例

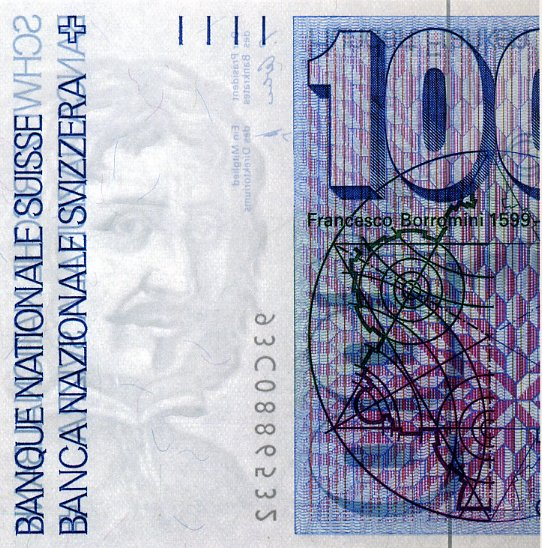
スイスの100フラン紙幣における黒透かしの例

透かし（すかし、英語: Watermark）とは、当てた光によって紙の上により明るく（暗い背景の上で反射した光ではより暗く）現れる区別することのできる画像や模様である。「ウォーターマーク」とも呼ばれる。

## 概要
透かしは、製造の過程で紙の上に水でコーティングされた金属の押し型や、ダンディロール (Dandy roll) によって模様がつけられる。透かしの技術が最初に始まったのは1282年、イタリアのボローニャで、製品を特定したり、切手や紙幣、政府の公文書の偽造を防ぐために使われてきた。
ダンディロールとは、模様を浮き彫りにしたウィンドウスクリーンに似た材料で覆われている軽いローラーである。細い線はダンディーロールの軸と平行に張られた針金によって作られ、太い線は外側から針金をロールに固定するために円周上に巻かれた金網によって作られる。金網は張られた針金の外側に位置しているので、パルプの刷りに大きな影響を与え、それゆえに張られた針金よりも太く線が現れる。
浮き彫りとは、パルプ繊維へ送られ、この工程で圧縮して厚さを減らす事である。型押しされたページの部分は薄いので、より多くの光を通し、周りの部分よりも明るく浮き上がる。もし、それらの線が明確で平行であり、透かしがあれば、それは簀の目紙と呼ばれる。もし、線が網の目か識別できない、又は透かしがなければ、それは網目漉き紙と呼ばれる。この方法は、線画透かしと呼ばれる。
もう一種類の透かしは黒透かしと呼ばれる。黒透かしは1848年に初めに使われ、深い色調と濃淡を表現できた。ダンディロールを覆う針金の代わりに、黒透かしはロールの表面の浮き出た部分によって作られる。透かしは日付を入れられたり、工場の商標や所在、紙の品質や大きさを識別したりできるので、紙の検査に非常に役に立つ。
透かしは鮮明度において大きく異なる。簡単な検査で明らかであるものあれば、識別するために詳しく調べる必要があるものもある。損傷させることなく紙を濡らす透かし液のような、様々な識別方法が開発されている。
デジタル化された音楽、ビデオ、絵やその他のファイルの中に識別コードを埋め込むことは電子透かしとして知られている。

## 切手の透かし
切手収集においては、透かしは切手の重要な特徴であり、しばしば普通の切手と希少価値のある切手との差異の構成要素である。古典的な切手の透かしは小さい王冠か国家の象徴である国王のモノグラムなどが用いられ、それぞれの印が一度か連続した模様が現れる。透かしは19世紀から20世紀の初め頃の間、切手ではほとんど一般的だったが、現代では一般的に使われなくなっている。
スイスの初期の切手においては、透かしの代わりにエンボス加工された「楕円の中の十字架」デザインが使われていたが、これも紙の厚さを変えるところで透かしとは類似している。しかし、標準的な透かしよりもより鋭い縁取りで区別することができる。

## 紙幣の透かし
現在発行されている紙幣では、偽造防止技術の一つとして、日本に限らず、世界中の紙幣で一般的に透かしが採用されている。
2022年現在日本の紙幣に使われている透かしは、白透かしと黒透かしの2種類の透かしを用いている。どちらか一方を使用するよりもさらに濃淡の差が生まれ、絵画のような表現をすることが可能となっている。黒透かしは元々越前国で作られていた和紙の技法で、明治時代になって太政官札（当時の政府紙幣）を発行する際に、偽札防止のために採用された。現在の紙幣でも採用されているが、かつて発行された日本の紙幣の中には、終戦直後に発行された日本銀行券A号券の10円券以下のものなど、透かしのないものも一部ある。
現在ではすき入紙製造取締法に基づき、日本国政府の許可なくして黒透かしを入れた紙を作ることは、法令で禁じられている。
なお、2022年現在発行されている日本銀行券のE号券には、肖像の透かしのほか「すき入れバーパターン」と呼ばれる透かしも採用されている。更に、2024年発行予定の新紙幣には、高精細すき入れ模様が採用される予定となっている。

## 印刷物の透かし
「透かし印刷」とも言われる。肉眼では認識しづらい方法で印刷物に「印」を付け加える方式が一般的である。この「印」部分にはある程度の情報を持たせることが可能であり、設定次第では「誰が」「何時」「何処で印刷したか」等のセキュリティ情報を付与できる。この透かし印刷をした書類等を不正に複写した場合、印にゆがみが生じオリジナルの書類ではない事が識別できるようになる。複写しても残る物もある。
従来のセキュリティ印刷技術は専用機材などが必要であり、パスポートや紙幣など用途が限られてしまっていたが、最近では特別な機材を必要とせずともパソコン用プリンタなどで実現できるようになってきている。

## その他工業製品での透かし
画用紙や紙などその会社製品だという証拠のために、メーカーが透かしを漉き入れることがある。透かしが入っている画用紙として、主に水彩紙等が知られている。

## 参照
- トーマス・ハリー・サンダース (Thomas Harry Saunders)